# Драконообразные
Драконообразные (лат. Trachiniformes) — отряд лучепёрых рыб из надотряда колючепёрых, ранее рассматривался в качестве подотряда драконовидных (Trachinioidei) в отряде окунеобразных.

## Классификация
В состав отряда включают 11 семейств с 53 родами и 301 видом: 
- Ammodytidae Bonaparte, 1832 — Песчанковые
- Chiasmodontidae Jordan & Gilbert, 1883 — Живоглотовые
- Champsodontidae Jordan & Snyder, 1902 — Хампсодонтовые
- Cheimarrichthyidae Regan, 1913 — Папаноковые
- Creediidae Waite, 1899 — Креедиевые
- Leptoscopidae Gill, 1859 — Лептоскоповые, или австралийские звездочёты
- Percophidae Swainson, 1839 — Перкофовые
- Pinguipedidae Günther, 1860 — Чанчитовые
- Trachinidae Rafinesque, 1815 — Драконовые
- Trichonotidae Günther, 1861 — Трихонотовые, или пескожилые
- Uranoscopidae Bonaparte, 1831 — Звездочётовые, или морские коровки